# 787
787 (DCCLXXXVII) je bilo navadno leto, ki se je po julijanskem koledarju začelo na ponedeljek.

## Dogodki
- 1. januar

## Rojstva
- Abu Mašar, arabski astronom († 886)[1]
- al-Amin, šesti kalif Abasidskega kalifata († 813)